# Pietro da Macerata
Pietro da Macerata (fl. XIII secolo) è stato un religioso italiano, missionario francescano della Piccola Armenia alla fine del XIII secolo.
Era capo dell'ordine dei Pauperes.

## Biografia
Non ci sono note né la data né il luogo di nascita.
Iniziamo ad avere sue notizie quando intorno al 1287 insorse contro gli abusi della professione minoritica di raccogliere denari in chiesa, di abbandonare i conventini per costruirne di sontuosi.
Imprigionato con altri confratelli fu fatto liberare da Raimondo Gaufridi, appena dopo l'elezione a Generale in Rieti, nel 1289.
Continuando i dissidi, qualche tempo dopo il 1289, per sottrarlo alle vessazioni fu inviato con Angelo Clareno, fra Marco da Montelupone, Angelo da Tolentino e fra Tommaso da Tolentino come missionario nella Piccola Armenia (o Regno armeno di Cilicia) dato che Re Aitone II d'Armenia aveva fatto richiesta di alcuni religiosi. Il Re desiderava alcuni santi frati, che guidassero spiritualmente tutta la nazione. Raimondo gli inviò proprio quei frati che aveva appena tratto fuori dal carcere.
In Armenia i missionari svolsero una fruttuosa opera apostolica e pastorale molto apprezzata dal papa Niccolò IV in momenti delicati della sua azione organizzatrice in quel Regno e in Terrasanta. Giudicati molto positivamente dal re Aitone.
La forte pressione dei Saraceni ai confini del suo regno, spinse il re Aitone ad inviare i confratelli, Tommaso da Tolentino, Marco da Montelupone e Angelo da Tolentino, come ambasciatori al papa Niccolò IV e ai re di Francia e di Inghilterra a supplicare un sostegno. Giunsero in Italia verso la fine del 1291. Il 23 gennaio 1292 furono ad Avignone, il 25 maggio a Parigi dal Re Filippo il Bello e poco dopo in Gran Bretagna dal Re Eduardo I.
L'ostilità dei "comuni delle confraternite" costrinse Pietro da Macerata e Clareno a tornare in Italia, nel 1294 con l'elezione al pontificato di Celestino V. Si incontrarono con Papa Celestino V a L'Aquila che li divise dai francescani e impostare un nuovo ordine di "pauperes Eremitae" (eremiti poveri), con la possibilità di residere nei monasteri della Congregazione dei celestini. Pietro cambiò quindi nome in "Fra Liberato", Liberato da Macerata, generando un equivoco enorme con Liberato da Loro e protraendo la santificazione di quest’ultimo fino alla seconda metà dell’800.
La reazione dei Conventuali a questa apertura papale è talmente ostile da parte dei "comuni delle confraternite" che tentano di rapire “manu armata” il fondatore e Fra Liberato. Con l’abdicazione di Celestino V finisce la breve parentesi dei movimenti spirituali. Gli spirituali ripresero ad essere perseguitati dal successivo pontefice Bonifacio VIII e iniziarono ad essere respinti da ogni abbazia a cui si avvicinavano. Angelo e Liberato con i loro seguaci devono scappare in Acaia e dopo due anni, verso il 1298, in Tessaglia.
Papa Bonifacio VIII rimase ostile nonostante due ambasciate dello stesso Fra Liberato e i confratelli vengono colpiti dalla condanna del Papa come “transfughi da ogni religione approvata e ribelli, dalle mille menzogne disgregatrici, dell'Ordine francescano”.
Nel 1303 muore Papa Caetani e Fra Liberato decise così di tornare definitivamente in Italia per difendere l'ordine davanti a papa Benedetto XI. Tuttavia, l'inquisitore domenicano fra Tommaso d'Aversa ordinò il suo arresto e Fra Liberato riuscì a scappare solo ritirandosi nell'eremo di San Angelo della Versa, nel territorio reatino, dove infine muore colpito da febbre il 26 agosto 1307.